# 세키네 아키라
세키네 아키라(일본어: 関根 明良 せきね あきら[*], 12월 16일 ~ )는 일본의 성우이다. 도쿄도 출신. 아프테 프로 소속.

## 출연 작품

### 극장판
- 2021년 프린세스 프린서플 크라운 핸들러 제2장 -프린세스
- 2023년 극장판 프리큐어 올스타즈 F -큐어 스카이